# Ninane
Pour les articles homonymes, voir Ninane (homonymie).

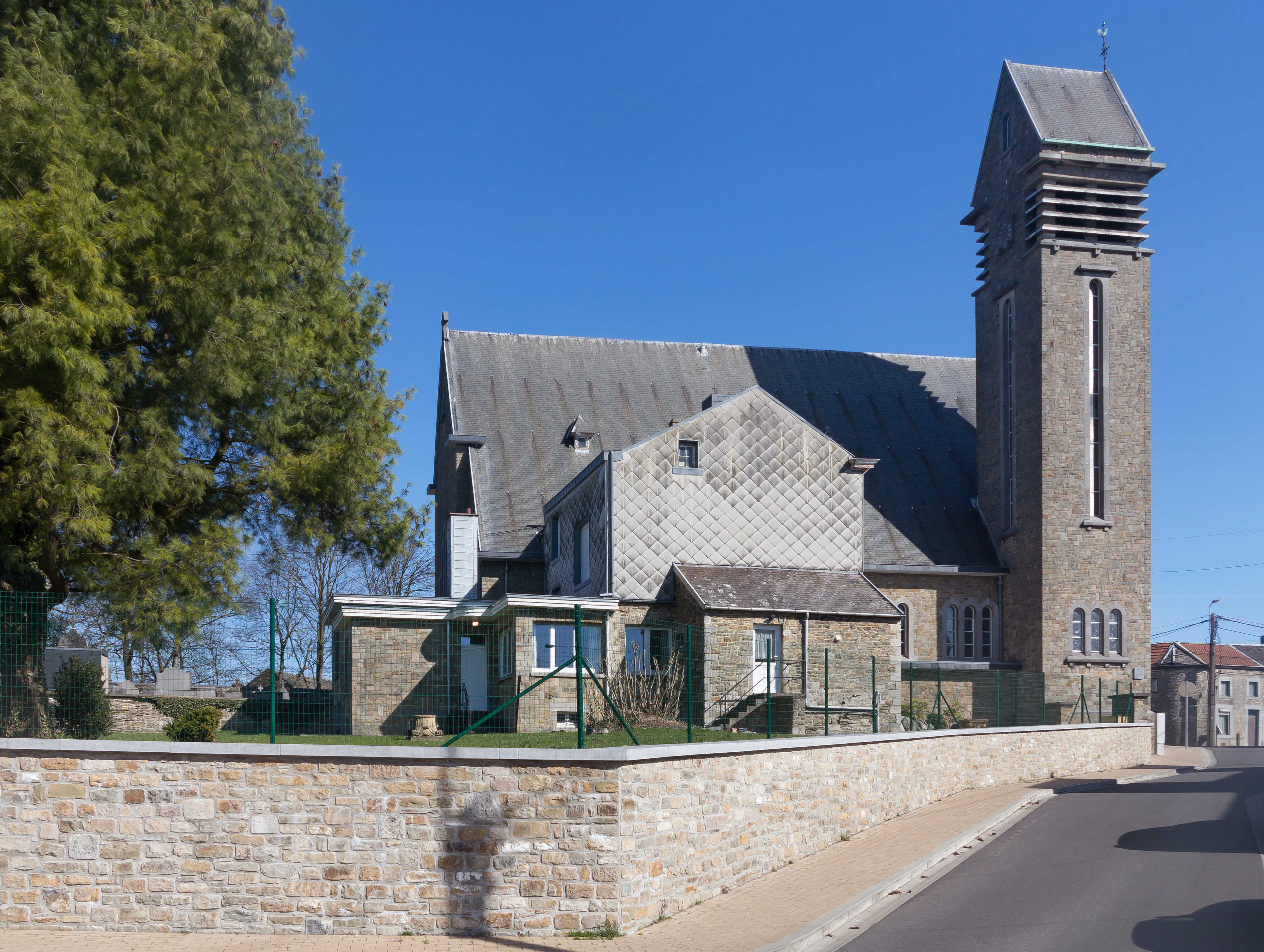
Ninane, l'église

Ninane est un village belge de la commune de Chaudfontaine, situé en Région wallonne dans la province de Liège. 
Il compte aujourd'hui[Quand ?] un peu plus de 1 500 habitants. 
Situé au sommet d'une colline, à 212 mètres d'altitude au pied du château d'eau, il surplombe la vallée de la Vesdre et son sous-sol recèle l'une des sources d'eau chaude, la source Astrid, qui assure depuis longtemps la notoriété de la cité thermale de Chaudfontaine.